# Krzeszowice (gmina)
Krzeszowice est une gmina mixte du powiat de Cracovie, Petite-Pologne, dans le sud de Pologne. Son siège est la ville de Krzeszowice, qui se situe environ 24 km à l'ouest de la capitale régionale Cracovie.
La gmina couvre une superficie de 139,37 km2 pour une population de 31 418 habitants.

## Géographie
Outre la ville de Krzeszowice, la gmina inclut les villages de Czerna, Dębnik, Dubie, Filipowice, Frywałd, Miękinia, Nawojowa Góra, Nowa Góra, Nowa Góra-Łany, Ostrężnica, Paczółtowice, Rudno, Sanka, Siedlec, Tenczynek, Wola Filipowska, Zalas et Żary.
La gmina borde les gminy de Alwernia, Czernichów, Jerzmanowice-Przeginia, Liszki, Olkusz, Trzebinia et Zabierzów.